# فريدي ماك

شعار مؤسسة فريدي ماك

هي مؤسسة رهن المنازل العقارية الفدرالية (بالإنجليزية: The Federal Home Loan Mortgage Corporation (FHLMC))‏ وتعرف اختصارا «بفريدي ماك». واحدة من أكبر شركات الرهن العقاري في الولايات المتحدة تملك هي ومؤسسة فاني ماي ما يمثل 50% من إجمالي سوق الرهن العقاري والتي تقدربـ12 ترليون دولار دولار. تعمل بسوق الرهن العقاري الثانوي أي تؤمن السيول للمقرضين ولا تقرض الأفراد. أُسست عام 1970 كشركة خاصة لكنها مضمونة من قبل الكونغرس الأميركي بحسب نظام مؤسسات بحماية الحكومة (بالإنجليزية: government sponsored enterprise)‏ المتبع في الولايات المتحدة الأمريكية.
في 7 سبتمبر 2008، وضعت الحكومة الأمريكية الشركة تحت الحماية مع مؤسسة فاني ماي بسبب أزمة الرهن العقاري التي اجتاحت الولايات المتحدة وأوروبا صيف 2007.
يقع مقر الشركة في مدينة واشنطن عاصمة الولايات المتحدة وأسهمها مدرجة في مؤشر s&p 500 لأكبر 500 شركة مالية أمريكية عند إعلان التاميم.

## أسهمها في البورصة
تأثرت أسعار أسهم الشركة تأثرا كبيرا بوضع الشركة وقد انهارت أسهمها بأكثر من 95% ليصل دون 1 دولار عند إعلان التأميم وكانتاسهمها مدرجة في مؤشر s&p 500 لأكبر 500 شركة مالية أمريكية لكن عند إعلان التاميم قررت مؤسسة ستاندرد اند بورز المسؤولة عن المؤشر (S&P500) إلغاء التداول بأسهم الشركتين (فاني وفريدي)
وحذف الأسهم من المؤشر كونها أصبحت مؤسسات حكومية.